# ويليام فيبس بليك
ويليام فيبس بليك (بالإنجليزية: William P. Blake)‏ هو جيولوجي أمريكي، ولد في 1 يونيو 1826 في نيويورك في الولايات المتحدة، وتوفي في 22 مايو 1910 في بيركيلي في الولايات المتحدة.